# Ville sans pitié
Pour plus de détails, voir Fiche technique et Distribution.
Ville sans pitié (titre original : Town Without Pity) est un film de procès germano-américano-helvétique de 1961, réalisé par Gottfried Reinhardt. Le scénario est tiré du roman de Manfred Gregor Das Urteil, paru en 1960 chez Kurt Desch, et publié en français en 1961 par les éditions du Seuil sous le titre "Ville sans Pitié"
Town Without Pity est également le nom de la chanson de ce film, interprétée par Gene Pitney, et reprise par de nombreux musiciens, dont Ronnie Montrose.

## Synopsis
Quatre soldats américains sont accusés du viol d'une jeune fille dans un village allemand. Le major Steve Garrett est désigné pour les défendre. Durant l'enquête, Garrett découvre les relations de la famille de la jeune fille avec les autres habitants du village. 
Il se retrouve alors tiraillé entre la culpabilité de détruire la crédibilité de la pauvre fille, et la nécessité de sauver la vie des quatre soldats, qui risquent la peine de mort.

## Fiche technique
- Réalisation : Gottfried Reinhardt
- Scénario : George Hurdalek, Jan Lustig et Silvia Reinhardt
- D'après le roman de Manfred Gregor, The Verdict
- Musique : Dimitri Tiomkin
- Producteur : Eberhard Meichsner et Gottfried Reinhardt
- Distribution : Metro-Goldwyn-Mayer
- Langue : Anglais
- Date de sortie : 
  -  Allemagne de l'Ouest : 24 mars 1961

## Distribution
- Kirk Douglas (VF : Roger Rudel) : Major Steve Garrett
- Christine Kaufmann (VF : Dominique Page) : Karin Steinhof
- E. G. Marshall (VF : Pierre Leproux) : Colonel Pakenham
- Hans Nielsen (VF : Richard Francœur) : Karl Steinhof
- Robert Blake (VF : Jacques Muller) : Caporal Jim Larkin
- Richard Jaeckel (VF : Serge Sauvion) : Caporal Birdwell Scott
- Frank Sutton (VF : Henry Djanik) : Sergent Chuck Snyder
- Alan Gifford (VF : Jacques Berthier) : Major-Général Lucius B. Stafford
- Barbara Rütting (VF : Jacqueline Carrel) : Inge Koerner
- Gernat Duda (VF : Jean Violette) : Kurt, le barman du Florida Bar
- John Valerio (VF : Michel Gudin) : Major Dowling, le médecin-chef
- Egon von Jordan (VF : Serge Nadaud) : le bourgmestre
- Max Haufler (VF : Pierre Michau) : Docteur Urban
- Gerhart Lippert (VF : Jean Fontaine) : Frank Borgmann
- Eleonore von Hoogstraten (VF : Thérèse Rigaut) : Anita Borgmann, la mère de Frank
- Ingrid van Bergen (VF : Paule Emanuele) : Trude
- Philo Hauser (VF : Maurice Nasil) : Herr Schmidt
- Elisabeth Neumann-Viertel